# .442 Webley
O .442 Webley, também conhecido como .442 Revolver Center Fire na Grã-Bretanha, 10.5x17mmR ou .442 Kurz no restante da Europa e .44 Webley ou .442 RIC nos Estados Unidos, é um cartucho de fogo central metálico para revólver que utiliza pólvora negra de origem britânica. 

## História

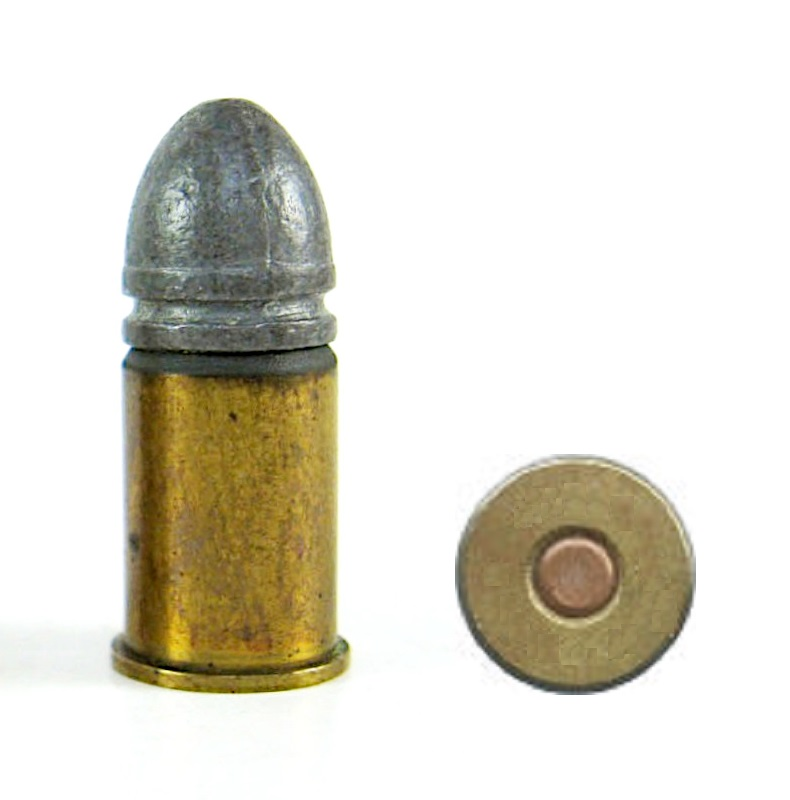
O cartucho .442 Webley.

Introduzido em 1868, o cartucho .442 Webley (11,2 mm) foi usado no revólver "Webley RIC". Esta era a arma de serviço padrão da "Royal Irish Constabulary" (RIC, daí o nome do revólver), que também eram compartimentados em (entre outros) .450 Adams e 476/.455. Acredita-se que o tenente-coronel George Custer carregou um par de revólveres RIC (apresentados a ele em 1869 por Lord Berkley Paget) na Batalha de Little Bighorn.
Um cartucho de pólvora negra, o .442 Webley originalmente usava uma carga de 15 a 19 grãos (gr) (0,972 a 1,23 g) com uma bala de 200 a 220 gr (13 a 14,3 g). Posteriormente, juntou-se a esse carregamento uma variedade com pólvora sem fumaça.
Ao mesmo tempo, o .442 Webley era um cartucho popular para armas de autodefesa ou "pocket" (assim chamada por ser projetada para ser carregada no bolso, o que hoje pode ser conhecido como "Revólver de cano curto" ou "carry gun"), como o amplamente copiado revólver de bolso Webley British Bulldog.

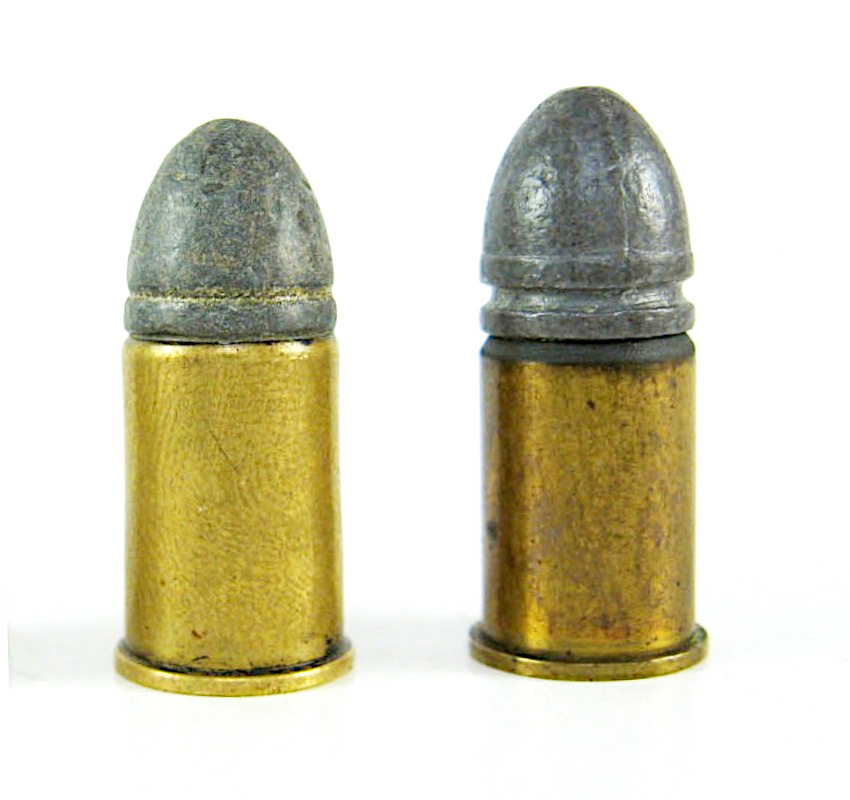
Dois cartuchos .442 Webley:
o da UMC a esquerda, com bala de lubrificação interna
e outro da RIC a direita, com bala de lubrificação externa.

O cartucho foi razoavelmente eficaz, sendo aproximadamente semelhante em potência ao contemporâneo .38 S&W, .41 Colt, ou .44 S&W American, e um pouco menos potente do que o posterior 7,65×21mm Parabellum, .38 Special ou .45 ACP. Como consequência, não era muito adequado para nada, exceto no curto alcance.
Cargas de .442 Webley com pólvora sem fumaça continuaram a ser oferecidas comercialmente nos EUA até 1940 e no Reino Unido e na Europa até a década de 1950.

## Dimensões

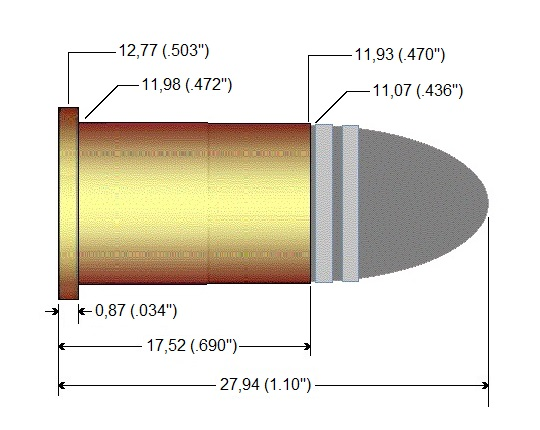